# 강상구의 감언이설
《강상구의 감언이설》은 대한민국의 TV조선의 시사 프로그램이다.

## 그 외 TV조선 뉴스 프로그램
- 유연채의 뉴스의 눈
- 뉴스와이드 참
- TV조선 뉴스 판
- TV조선 주말뉴스 토.일